# Ciclismo ai Giochi della XVIII Olimpiade - Inseguimento individuale
La prova dell'inseguimento individuale di ciclismo su pista dei Giochi della XVIII Olimpiade si è svolta dal 16 al 17 ottobre 1964 al velodromo di Hachiōji, in Giappone.

## Programma
| Data            | Round            |
| --------------- | ---------------- |
| 16 ottobre 1964 | Primo turno      |
| 16 ottobre 1964 | Quarti di finale |
| 17 ottobre 1964 | Semifinali       |
| 17 ottobre 1964 | Finali           |

## Risultati

### Primo turno
I migliori otto tempi ai quarti di finale.
| Serie | Atleta                 | Nazione           | Pos. | Tempo   | Pos. |
| ----- | ---------------------- | ----------------- | ---- | ------- | ---- |
| 1     | Tiemen Groen           | Paesi Bassi       | 1    | 4'57"48 | 1 Q  |
| 1     | Hugh Porter            | Gran Bretagna     | 2    | 5'03"16 | 5 Q  |
| 2     | Jiří Daler             | Cecoslovacchia    | 1    | 5'00"55 | 2 Q  |
| 2     | Lothar Spiegelberg     | Germania          | 2    | 5'04"60 | 6 Q  |
| 3     | Herman Van Loo         | Belgio            | 1    | 5'07"22 | 9    |
| 3     | Richard Hine           | Australia         | 2    | 5'16"55 | 11   |
| 4     | Giorgio Ursi           | Italia            | 1    | 5'01"41 | 3 Q  |
| 4     | Lucjan Józefowicz      | Polonia           | 2    | 5'05"01 | 7 Q  |
| 5     | Stanislav Moskvin      | Unione Sovietica  | 1    | 5'05"67 | 8 Q  |
| 5     | Robert Varga           | Francia           | 2    | 5'14"57 | 10   |
| 6     | Preben Isaksson        | Danimarca         | 1    | 5'01"88 | 4 Q  |
| 6     | Rubén Etchebarne       | Uruguay           | 2    | 5'17"11 | 12   |
| 7     | Hiromi Yamafuji        | Giappone          | 1    | 5'17"57 | 13   |
| 7     | Martín Rodríguez       | Colombia          | 2    | 5'17"77 | 14   |
| 8     | Khem Son               | Cambogia          | 1    | 6'05"87 | 20   |
| 8     | Chow Kwong Choi        | Hong Kong         | 2    | Rit.    |      |
| 9     | Amar Singh Sokhi       | India             | 1    | 5'56"98 | 18   |
| 9     | Tjow Choon Boon        | Malaysia          | 2    | Ragg.   |      |
| 10    | Ronald Cassidy         | Trinidad e Tobago | 1    | 5'35"64 | 17   |
| 10    | Samaisuk Krissanasuwan | Thailandia        | 2    | 6'00"76 | 19   |
| 11    | Skip Cutting           | Stati Uniti       | 1    | 5'25"59 | 16   |
| 11    | Trần Văn Nen           | Vietnam           | 2    | Ragg.   |      |
| 12    | Antonio Duque          | Messico           | 1    | 5'19"98 | 15   |
| 12    | Muhammad Ashiq         | Pakistan          | 2    | Ragg.   |      |

### Quarti di finale
| Serie | Atleta             | Nazione          | Pos. | Tempo   | Note |
| ----- | ------------------ | ---------------- | ---- | ------- | ---- |
| 1     | Tiemen Groen       | Paesi Bassi      | 1    | 4'59"59 | Q    |
| 1     | Stanislav Moskvin  | Unione Sovietica | 2    | 5'02"27 |      |
| 2     | Jiří Daler         | Cecoslovacchia   | 1    | 5'00"70 | Q    |
| 2     | Lucjan Józefowicz  | Polonia          | 2    | 5'07"08 |      |
| 3     | Giorgio Ursi       | Italia           | 1    | 5'02"43 | Q    |
| 3     | Lothar Spiegelberg | Germania         | 2    | 5'09"84 |      |
| 4     | Preben Isaksson    | Danimarca        | 1    | 5'01"13 | Q    |
| 4     | Hugh Porter        | Gran Bretagna    | 2    | 5'04"66 |      |

### Semifinali
| Serie | Atleta          | Nazione        | Pos. | Tempo   | Note |
| ----- | --------------- | -------------- | ---- | ------- | ---- |
| 1     | Giorgio Ursi    | Italia         | 1    | 4'56"64 | Q    |
| 1     | Tiemen Groen    | Paesi Bassi    | 2    | 5'01"36 |      |
| 2     | Jiří Daler      | Cecoslovacchia | 1    | 4'59"97 | Q    |
| 2     | Preben Isaksson | Danimarca      | 2    | 5'02"23 |      |

### Finali
| 1&2 posto       |                |         |         |
| Jiří Daler      | Cecoslovacchia | Oro     | 5'04"75 |
| Giorgio Ursi    | Italia         | Argento | 5'05"96 |
| 3&4 posto       |                |         |         |
| Preben Isaksson | Danimarca      | Bronzo  | 5'01"90 |
| Tiemen Groen    | Paesi Bassi    | 4       | 5'04"21 |